# No Country for Old Men
Pour le roman, voir Non, ce pays n'est pas pour le vieil homme.
Pour plus de détails, voir Fiche technique et Distribution.
No Country for Old Men (No Country for Old Men - Non, ce pays n'est pas pour le vieil homme en Belgique, et la partie française du titre seulement au Québec) est un film américain réalisé par Joel et Ethan Coen et sorti en 2007. Il s'agit d'une adaptation du roman Non, ce pays n'est pas pour le vieil homme de Cormac McCarthy paru en 2005.
Grand succès international et critique, ce 12e film des frères Coen a obtenu quatre Oscars lors de la cérémonie de 2008 : meilleur film, meilleur réalisateur, meilleur acteur dans un second rôle pour Javier Bardem et meilleur scénario adapté.
En 2024, il est sélectionné par le National Film Registry pour conservation à la bibliothèque du Congrès des États-Unis, en raison de son « importance culturelle, historique ou esthétique ».

## Synopsis
Texas, 1980. Anton Chigurh (Javier Bardem), tueur à gages psychopathe, est arrêté sur la route en possession d'une bouteille à air comprimée par l'adjoint du shérif Bell. Mais le tueur n'hésite pas à tuer ce dernier pour s'évader. Il tuera peu après un autre automobiliste avec ce qui s'avère être un pistolet d'abattage pour lui prendre sa voiture, et jouera le lendemain à pile ou face avec un pompiste effrayé. Pendant ce temps, alors qu'il chasse près de la frontière du Mexique, Llewelyn Moss (Josh Brolin) découvre par hasard les cadavres d'une bande de trafiquants de drogue et une mallette contenant deux millions de dollars, dont il s'empare. Rentré le soir chez lui, pris de remords à la demande d'un trafiquant mourant d'avoir de l'eau, il décide de retourner sur la scène du crime. Mais il se retrouve poursuivi par des complices des trafiquants mexicains et prend la fuite, tandis que sa femme Carla Jean (Kelly Macdonald) se réfugie chez sa mère à Odessa.
Le lendemain soir, le tueur Anton Chigurh, engagé initialement pour récupérer l'argent, élimine ses employeurs (des hommes d'affaires peu scrupuleux, qui traitent avec les trafiquants mexicains qu'ils comptaient trahir en expliquant la fusillade) et se met sur la piste de Llewelyn. Au matin, le shérif Bell (Tommy Lee Jones), homme vieillissant et désabusé qui vient de perdre un de ses adjoints (tué par Chigurh deux jours plus tôt), découvre la scène du crime et se met également sur la piste de Llewelyn.
Ce dernier se réfugie à Del Rio dans un motel et cache la mallette dans le conduit d'aération, mais les autres trafiquants mexicains, puis Chigurh retrouvent la trace de l'argent grâce à l'émetteur caché dedans par les employeurs de ce dernier. Alors que le tueur élimine les Mexicains, Llewelyn se réfugie au motel Eagle avec l'argent. Mais là-bas, il découvre l'émetteur et manque d'être tué par Chigurh qui a retrouvé sa trace ; gravement blessé, il cache l'argent sous un pont et se réfugie de l'autre côté de la frontière.
Le lendemain dans un hôpital du Mexique, Llewelyn en convalescence, reçoit la visite du mercenaire Carson Wells (Woody Harrelson), engagé pour retrouver Chigurh après la mort des hommes d'affaires dans le désert. Le soir, le mercenaire retourne de l'autre côté de la frontière et se rend au motel Eagle où a eu lieu la visite de Chigurh la veille. Mais ce dernier fait une nouvelle visite pour tuer Carson Wells et fait une offre à Llewelyn par téléphone de lui rendre l'argent pour épargner sa femme.
Le lendemain, pendant qu'Anton part à Chicago tuer son ancien employeur et commanditaire, en lui reprochant d'avoir donné un récepteur aux Mexicains, Llewelyn traverse à nouveau la frontière, récupère l'argent et donne rendez-vous à sa femme dans un motel à El Paso dans le but de prendre le large. Prévenu par Carla Jean, le shérif se rend également à El Paso pour retrouver Llewelyn. Mais le shérif arrive trop tard, Llewelyn vient d'être tué par le cartel mexicain qui l'a retrouvé et a récupéré l'argent. L'enquête se termine tragiquement et le shérif renonce à poursuivre la piste de Chigurh faute d'éléments et prend sa retraite, se sentant dépassé par les événements.
Quelque temps plus tard, Carla Jean, qui vient de perdre sa mère, reçoit la visite de Chigurh à Odessa lui expliquant que son mari ne l'a pas payé pour la laisser en vie. Le sort de Carla Jean est inconnu à l'issue de cette visite. Pourtant, peu après, Anton Chigurh est victime d'un accident de voiture. Il est gravement blessé au bras, mais repart avant que les secours n'arrivent. Le film se termine par une scène où l'ancien shérif raconte deux rêves à sa femme.

## Fiche technique
- Titre français : No Country for Old Men - Non, ce pays n'est pas pour le vieil homme[1]
- Titre québécois : Non, ce pays n'est pas pour le vieil homme
- Titre original : No Country for Old Men
- Réalisation : Joel et Ethan Coen
- Scénario : Joel et Ethan Coen, d'après le roman Non, ce pays n'est pas pour le vieil homme de Cormac McCarthy
- Musique : Carter Burwell
- Photographie : Roger Deakins
- Montage : Joel et Ethan Coen (crédités sous le pseudonyme de Roderick Jaynes)
- Décors : Jess Gonchor (en)
- Costumes : Mary Zophres
- Production : Scott Rudin, Joel et Ethan Coen
- Sociétés de production : Paramount Classics, Miramax Films, Mike Zoss Productions et Scott Rudin Productions
- Sociétés de distribution : Miramax Films (États-Unis), Paramount Pictures (France)
- Budget : 25 millions $
- Pays de production :  États-Unis
- Langue originale : anglais
- Format : couleur — 35mm — 2,35:1 — son DTS / Dolby Digital / SDDS
- Genre :  Drame, thriller, film noir
- Durée : 122 minutes
- Dates de sortie[2] :
  - France : 19 mai 2007 (Festival de Cannes - compétition officielle[3]) ; 23 janvier 2008 (sortie nationale)
  - Canada : 8 septembre 2007 (festival de Toronto)
  - Québec : 9 novembre 2007
- Classification[4] :
  - États-Unis : R
  - France : interdit aux moins de 12 ans

## Distribution

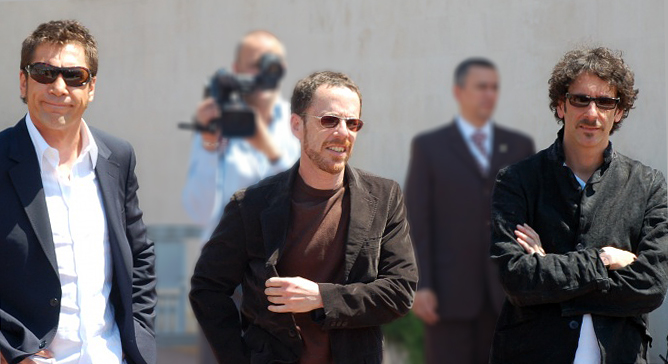
Javier Bardem, Ethan Coen, et Joel Coen lors de la présentation du film au festival de Cannes 2007.

- Tommy Lee Jones (VF : Yves Rénier) : le shérif Ed Tom Bell
- Javier Bardem (VF : Frédéric van den Driessche) : Anton Chigurh
- Josh Brolin (VF : Marc Saez) : Llewelyn Moss
- Woody Harrelson (VF : Éric Aubrahn) : Carson Wells
- Kelly Macdonald (VF : Laura Pelerins) : Carla Jean Moss
- Garret Dillahunt (VF : Antoine Nouel) : Adjoint Wendell
- Tess Harper : Loretta Bell
- Barry Corbin (VF : Richard Leblond) : Ellis
- Stephen Root (VF : Michel Fortin) : l'homme qui engage Wells
- Rodger Boyce (en) : le Shérif d'El Paso
- Beth Grant : Agnès Kracik, la mère de Carla Jean
- Ana Reeder : la femme au bord de la piscine
- Kit Gwin : Molly
- Gene Jones : le gérant de la station d'essence
- Caleb Landry Jones : un garçon à vélo

- Version française
  - Société de doublage : Bien Entendu
  - Direction artistique : Julien Kramer
  - Adaptation des dialogues : Thomas Murat

Source et légende : version française (VF) sur AlloDoublage

## Production

### Développement
Au milieu des années 2000, le producteur Scott Rudin achète les droits du roman Non, ce pays n'est pas pour le vieil homme de Cormac McCarthy et suggère aux frères Coen de l'adapter, alors qu'ils travaillaient sur To The White Sea de James Dickey. En août 2005, ils acceptent cette nouvelle proposition. C'est leur première adaptation cinématographique. Ce film marque leur retour au policier, après des comédies plutôt légères comme Intolérable Cruauté et Ladykillers. Mais selon Joel Coen, « il y a pas mal d'humour dans le livre, même si on ne peut pas franchement le qualifier de roman humoristique. C'est un humour très noir - et c'est la caractéristique qui nous définit. Le livre est également violent, presque sanglant ».

### Attribution des rôles
En apprenant l'existence du projet, Josh Brolin voulait absolument le rôle de Llewelyn Moss. Alors qu'il tourne pour le diptyque Grindhouse de Robert Rodriguez et Quentin Tarantino, ces derniers le filment pour une vidéo d'audition, dans laquelle Marley Shelton (sa partenaire de Grindhouse) joue Carla Jean. La vidéo est ensuite envoyée aux frères Coen. D'abord réticents, les deux frères finiront par engager Josh Brolin. Garret Dillahunt, qui avait également auditionné pour le même rôle, se voit proposer celui de l'adjoint Wendell. Heath Ledger devait un temps incarner Llewelyn Moss, tandis que Mark Strong a auditionné pour le rôle d'Anton Chigurh.
Tommy Lee Jones incarne à nouveau un personnage texan. Il explique : « Le rôle m'attirait beaucoup, même si je dois avouer avoir un peu hésité au départ. J'ai joué plus que ma part de représentants de la loi texans au cours de ma carrière ! Mais l'idée d'interpréter un sujet fondé sur l'œuvre de Cormac McCarthy l'a emporté ».
Javier Bardem déclara que son personnage incarne un symbole, une violence gratuite même si les Coen ne recherchaient pas un personnage déséquilibré mental. La coupe au carré était consécutive à une improvisation pour des essais et fut fréquemment comparée à celles de Mireille Mathieu ou Mafalda.

### Tournage
Le tournage s'est principalement déroulé au Texas, où les frères Coen avaient tourné leur premier film, Sang pour Sang, sorti en 1984. D'autres scènes ont été tournées dans l’État du Nouveau-Mexique (à Albuquerque, Santa Fe), à Las Vegas ainsi qu'à Piedras Negras au Mexique.

## Sortie et accueil

### Critique
Sur l’agrégateur de critiques Rotten Tomatoes, il obtient 93% d'avis favorables pour 288 critiques et une note moyenne de 8,8⁄10. Le consensus suivant résume les critiques compilées par le site : « Soutenu par de puissantes performances principales de Javier Bardem, Josh Brolin et Tommy Lee Jones, No Country for Old Men voit les frères Coen faire de l'or cinématographique à partir du roman sombre et tragi-comique de Cormac McCarthy ». Sur Metacritic, qui utilise une moyenne pondérée, le film obtient une note de 92⁄100 pour 39 critiques.
Sur le site AlloCiné, qui recense 27 critiques de presse, le film obtient la note moyenne de 4,6⁄5
.

### Box-office
Le film connait un joli succès commercial avec plus de 171 millions de dollars récoltés au box-office, pour un budget d'environ 25 millions,.
| Pays ou région     | Box-office      | Date d'arrêt du box-office | Nombre de semaines |
| ------------------ | --------------- | -------------------------- | ------------------ |
| États-Unis, Canada | 74 283 625 $    | 10 avril 2008              | 22                 |
| France             | 962 906 entrées | -                          | -                  |
| Total mondial      | 171 627 166 $   |                            |                    |

## Distinctions principales
Source et distinctions complètes : Internet Movie Database.
| Satellite Awards 2007 - Meilleur film dramatique - Meilleur réalisateur (Joel et Ethan Coen) Golden Globes 2008 - Meilleur acteur dans un second rôle (Javier Bardem) - Meilleur scénario (Joel et Ethan Coen) Oscars 2008 - Meilleur film (Joel et Ethan Coen et Scott Rudin) - Meilleur réalisateur (Joel et Ethan Coen) - Meilleur acteur dans un second rôle (Javier Bardem) - Meilleur scénario adapté (Joel et Ethan Coen) BAFTA 2008 - Meilleur acteur dans un second rôle (Javier Bardem) - Meilleure photographie (Roger Deakins) - Meilleur réalisateur (Joel et Ethan Coen) Screen Actors Guild Awards 2008 - Meilleur second rôle masculin (Javier Bardem) - Meilleure distribution (pour l'ensemble des acteurs du film) Saturn Awards 2008 - Meilleur second rôle masculin (Javier Bardem) Autres récompenses - American Film Institute Awards 2008 : film de l'année - Online Film Critics Society Award en 2008 - 2007 : San Diego Film Critics Society Award du meilleur acteur (Tommy Lee Jones) - 2007 : San Diego Film Critics Society Award de la meilleure distribution - David di Donatello du meilleur film étranger en 2008 - Kinema Junpō Award du meilleur film étranger en 2009 - Alliance of Women Film Journalists : Meilleur film en 2007 - Nikkan Sports Film Award 2008 : meilleur film étranger | Festival de Cannes 2007 - En compétition pour la Palme d'or Satellite Awards 2007 - Meilleur acteur dans un film dramatique (Josh Brolin) - Meilleur acteur dans un second rôle (Javier Bardem) - Meilleur scénario adapté (Joel et Ethan Coen) - Meilleur montage (Joel et Ethan Coen) Oscars 2008 - Meilleure photographie (Roger Deakins) - Meilleur montage (Joel et Ethan Coen) - Meilleur mixage de son (Skip Lievsay, Craig Berkey, Greg Orloff, Peter F. Kurland) - Meilleur montage de son (Skip Lievsay) Golden Globes 2008 - Meilleur film dramatique - Meilleur réalisateur (Joel et Ethan Coen) BAFTA 2008 - Meilleur film - Meilleur scénario adapté (Joel et Ethan Coen) - Meilleur acteur dans un second rôle (Tommy Lee Jones) - Meilleure actrice dans un second rôle (Kelly Macdonald) - Meilleure montage (Joel et Ethan Coen) - Meilleur son Screen Actors Guild Awards 2008 - Meilleur second rôle masculin (Tommy Lee Jones) |

## Autour du film
- Le titre « No Country For Old Men » provient de la première phrase du poème de William Butler Yeats Sailing to Byzantium (littéralement : « Navigation vers Byzance », qu'on peut aussi traduire, plus litterairement, par « L'Embarquement pour Byzance »). Une traduction élégante de ce vers pourrait être : « C'est un endroit où il ne fait pas bon vieillir ». Dans le cas du titre du film, comme il s'agit de la vision du shérif Bell impliqué dans une affaire qui le dépasse et qui se sent vieux, une meilleure traduction serait « Des vieillards n'ont rien à faire ici ».
- Lors de l'épisode Une adresse chic des Simpson, un contrôleur psychopathe s'inspire du personnage de Javier Bardem et lance des pièces à Homer en lui demandant : « De quel côté va-t-elle retomber ? ».
- Le jeu vidéo Grand Theft Auto V fait référence au film des frères Coen lors d'un événement aléatoire. Le joueur trouve, à l'instar du film, des cadavres d'une bande de trafiquants et une mallette contenant seulement 25 000 dollars. Si le joueur ramasse ce butin, il sera également poursuivi par des tueurs peu après.
- En 2013, un groupe de psychiatres de l'Université libre de Bruxelles a fourni une analyse du caractère réaliste des pathologies de différents tueurs « psychopathes » de cinéma : le personnage d'Anton Chigurh est alors désigné comme celui dont la psychopathie correspond le plus à la réalité[17],[18].